# 조던 클레어 로빈스
조던 클레어 로빈스(Jordan Claire Robbins, 1990년 1월 24일 ~ )는 버뮤다, 캐나다의 배우, 모델이다. 넷플릭스 드라마 《엄브렐러 아카데미》에서 로봇 그레이스 하그리브스 역을 통해 이름을 알리기 시작했다.

## 작품 목록

### 영화
- 아논 (2018)

### 텔레비전
- 엄브렐러 아카데미 (2019-) - 그레이스 하그리브스 역